# Хирпоси
Хирпо́си (чув. Хирпуç) — деревня в Вурнарском районе Чувашской Республики. Административный центр Хирпосинского сельского поселения.

## География
Находится в центральной части Чувашии, на расстоянии приблизительно 9 км на восток-северо-восток по прямой от районного центра поселка Вурнары на берегах речки Санарка.

## История
Известна с 1795 года, когда в ней проживало 409 человек в 65 дворах. В 1859 году было учтено 636 жителей, в 1897—912 жителей, в 1926—215 дворов, 1054 жителя, в 1939—1101 житель, в 1979—939. В 2002 году было 235 дворов, в 2010—193 домохозяйства. В 1931 был образован колхоз «Победа», в 2010 действовал СХПК «Победа».

## Население
Постоянное население составляло 637 человек (чуваши 99 %) в 2002 году, 518 в 2010.